# اورینگ (سوئد)
اورینگ (به سوئدی: Årjäng) یک منطقهٔ مسکونی در سوئد است که در بخش اورینگ واقع شده‌است. اورینگ ۴٫۱۰ کیلومتر مربع مساحت و ۳٬۲۲۸ نفر جمعیت دارد.